# Kanin Ketkaew
Kanin Ketkaew (thailändisch คณิน เกตุแก้ว, * 30. April 1999) ist ein thailändischer Fußballspieler.

## Karriere
Kanin Ketkaew spielte bis 2018 in der zweiten Mannschaft vom Navy FC in Sattahip. Die Zweite spielte in der vierten Liga, der Thai League 4. Hier trat der Verein in der Eastern Region an. Mit acht Toren war er bester Torschütze seines Teams. 2019 wechselte er in die erste Mannschaft, die in der Thai League 2, der zweithöchsten Liga des Landes, spielte. Im ersten Jahr kam er auf sieben Einsätze und schoss dabei ein Tor. Am Ende der Saison 2021/22 musste er mit der Navy als Tabellenletzter in die dritte Liga absteigen. Nach dem Abstieg verließ er den Verein und schloss sich dem ebenfalls in Sattahip beheimateten Drittligisten Fleet FC an. Mit dem Verein spielte er sechsmal in der Eastern Region der Liga. Nach einer Spielzeit wechselte er im Juli 2024 zu dem in der Southern Region spielenden Phuket Andaman FC.